# Pilocrocis apellalis
Pilocrocis apellalis là một loài bướm đêm trong họ Crambidae.